# アンフィジニウム属
アンフィジニウム属(Amphidinium)は、渦鞭毛藻の分類の1つである。タイプ種は Amphidinium operculatumであり、モデル生物として用いられるAmphidinium carteraeも含まれる。
アンフィジニウム属は葉緑体を持つ。葉緑体ゲノムは特殊で、単一の連続した環状ゲノムではなく、プラスミドと相同の2-3kbpの多くのミニサークルからなる。大部分のミニサークルは、わずかなタンパク質のみをコードする遺伝子であり、多くは1つの遺伝子のみを持つ。Amphidinium carterae葉緑体ゲノムのように、既知の転写産物を持たないミニサークルの報告があるが、これらは褐虫藻のC3型光合成ゲノムには見られなかった。ミニサークル由来の転写産物は、真核生物のプロセッシングに特有のポリアデニル化によるポリA鎖の付加等を行わず、3'末端へのポリU鎖の付加等の真核生物に典型的ではないプロセッシングがなされる。ミニサークルに由来するアンチセンス転写産物もできるがポリU鎖を欠く。